# Lucas (Texas)
Lucas ist eine Stadt im Collin County im US-Bundesstaat Texas in den Vereinigten Staaten. Das U.S. Census Bureau hat bei der Volkszählung 2020 eine Einwohnerzahl von 7612 ermittelt.

## Geografie
Die Stadt liegt östlich des U.S. Highway 75 im Nordosten von Texas, ist im Norden etwa 80 km von der Grenze zu Oklahoma entfernt und hat eine Gesamtfläche von 23,8 km² ohne nennenswerte Wasserfläche.

## Geschichte
Benannt wurde der Ort nach Gabriel H. Lucas, einem Nachkommen eines der ersten Siedler in diesem Gebiet.

## Demografische Daten
Nach der Volkszählung im Jahr 2000 lebten hier 2.890 Menschen in 945 Haushalten und 855 Familien. Die Bevölkerungsdichte betrug 121,3 Einwohner pro km². Ethnisch betrachtet setzte sich die Bevölkerung zusammen aus 96,44 % weißer Bevölkerung, 0,42 % Afroamerikanern, 0,52 % amerikanischen Ureinwohnern, 0,28 % Asiaten, 0,03 % Bewohnern aus dem pazifischen Inselraum und 1,00 % aus anderen ethnischen Gruppen. Etwa 1,31 % waren gemischter Abstammung und 3,56 % der Bevölkerung waren spanischer oder lateinamerikanischer Abstammung.
Von den 945 Haushalten hatten 44,9 % Kinder unter 18 Jahre, die im Haushalt lebten. 83,2 % davon waren verheiratete, zusammenlebende Paare. 4,0 % waren allein erziehende Mütter und 9,5 % waren keine Familien. 7,5 % aller Haushalte waren Singlehaushalte und in 1,8 % lebten Menschen, die 65 Jahre oder älter waren. Die Durchschnittshaushaltsgröße betrug 3,06 und die durchschnittliche Größe einer Familie belief sich auf 3,22 Personen.
30,2 % der Bevölkerung waren unter 18 Jahre alt, 5,3 % von 18 bis 24, 28,8 % von 25 bis 44, 29,1 % von 45 bis 64, und 6,6 % die 65 Jahre oder älter waren. Das Durchschnittsalter war 39 Jahre. Auf 100 weibliche Personen aller Altersgruppen kamen 98,9 männliche Personen. Auf 100 Frauen im Alter von 18 Jahren und darüber kamen 97,9 Männer.
Das jährliche Durchschnittseinkommen eines Haushalts betrug 100.220 USD, das Durchschnittseinkommen einer Familie 101.014 USD. Männer hatten ein Durchschnittseinkommen von 72.471 USD gegenüber den Frauen mit 38.182 USD. Das Prokopfeinkommen betrug 34.020 USD. 4,1 % der Bevölkerung und 3,9 % der Familien lebten unterhalb der Armutsgrenze. Davon waren 3,7 % Kinder und Jugendliche unter 18 Jahren und 5,0 % waren 65 oder älter.